# Canby Ferry

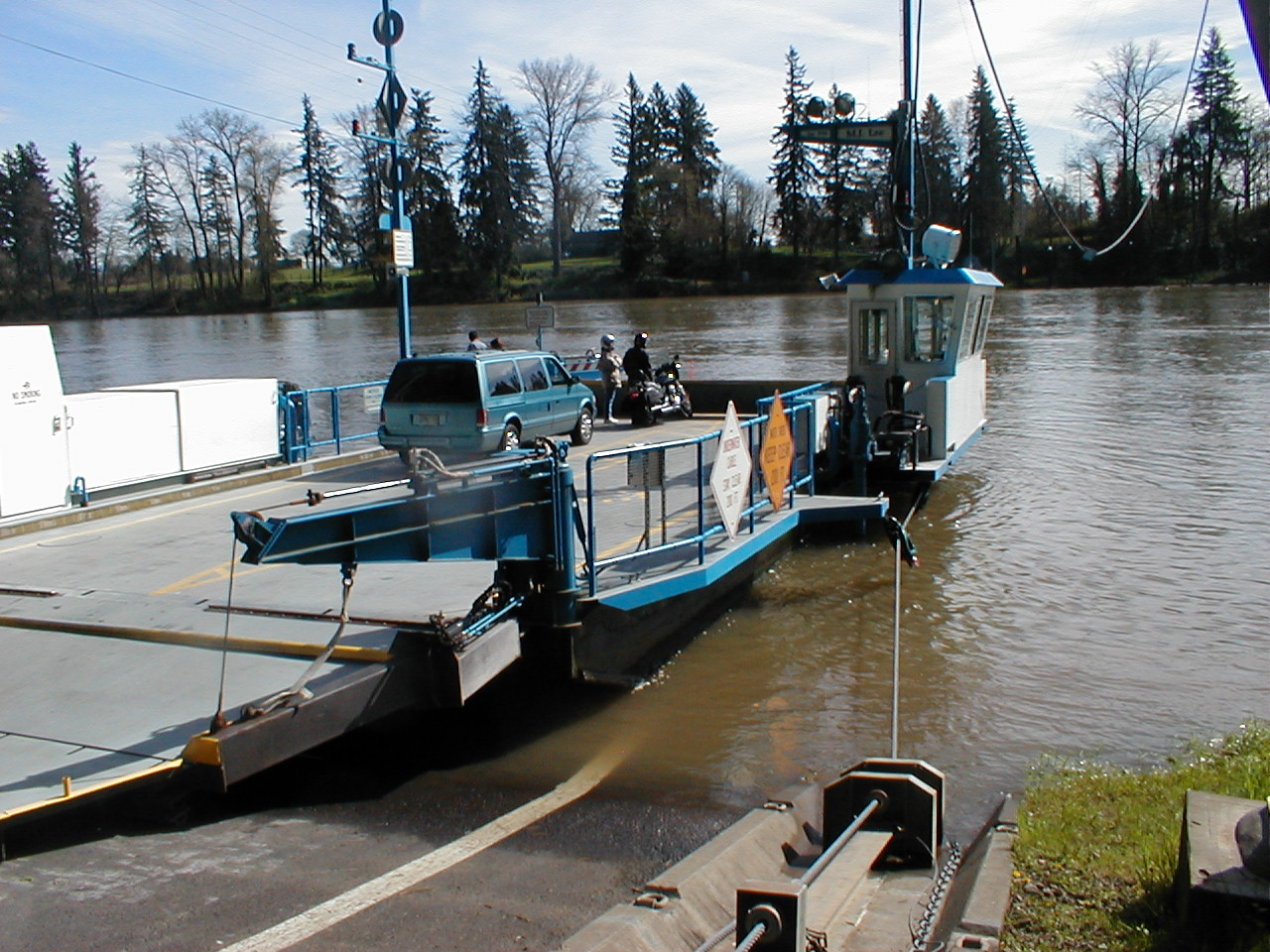
Fähre und Führungsseil

Die Canby Ferry ist eine Seilfähre im US-Bundesstaat Oregon, die Canby und Wilsonville/Stafford im Clackamas County über den Willamette River verbindet. Sie ist seit 1914 in Betrieb, allerdings erfolgte von 1946 bis 1953 kein Fährverkehr. Das spezielle verwendete Schiff wurde mehrmals ersetzt und modernisiert, zuletzt 1997. Es ist eine von drei verbleibenden Fähren auf dem Willamette River.
Die Fähre bietet Platz für sechs Autos (oder 75 Tonnen) und eine Gesamtkapazität von 49 Passagieren. Für alle Überfahrten wird eine Maut erhoben. Seit Juli 2017 kostet die Überfahrt für einen Pkw 5,00 USD, ein Motorrad, Fahrrad oder Fußgänger 2,00 USD, und 30,00 USD werden berechnet, wenn ein Fahrzeug die gesamte Fähre einnimmt. Das derzeit verwendete Schiff, die M.J. Lee II, ist ein seilgeführtes Schiff, das mit Elektrizität mit einer Spannung von 460 V aus einer dreipoligen Oberleitung betrieben und von einem Unterwasserseil mit einem Durchmesser von 32 mm über den Fluss geführt wird, wodurch das Schiff von den Strömungen des Flusses relativ unbeeinflusst bleibt.

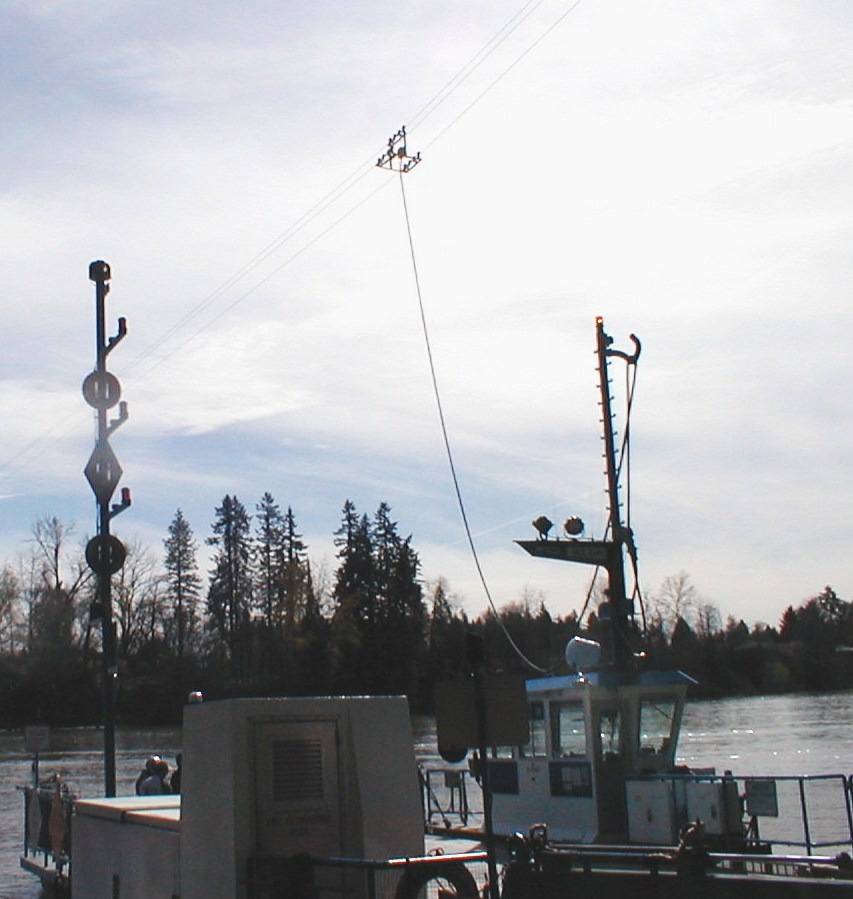
Stromversorgung und Warnzeichen (links)

Die Fähre muss nach den Gesetzen eine Tageskennzeichnung und nachts bestimmte Lichter haben, die anderen Schiffen ihre (Vorfahrts-)Rechte auf schiffbaren Gewässern mitteilen. Da die Fähre von einem Unterwasserseil geführt und über eine Oberleitung mit Strom versorgt wird, ist ihre Manövrierfähigkeit eingeschränkt. Solche Schiffe müssen die Tageskennzeichnung für eingeschränkte Manövrierfähigkeit aufweisen, also eine Kugel, eine Raute und eine Kugel, die vertikal in der Takelage angezeigt werden. Da die Canby-Fähre dauerhaft eingeschränkt manövrierfähig ist, montierten die Schiffsbauer eine Metallkugel-Diamant-Kugel an einem Mast. Vor Sonnenaufgang und nach Sonnenuntergang sowie während Zeiten eingeschränkter Sicht muss die Fähre die rot-weiß-rote Anordnung eines Fahrzeugs mit eingeschränkter Manövrierfähigkeit zeigen.
Die Fähre ist nach Millard Jerome Lee benannt, dem ersten Kind, das in Canby geboren wurde. Lee wurde 1872 geboren, zwei Jahre nachdem die Stadt 1870 gegründet wurde. Das derzeit im Einsatz befindliche Schiff M.J. Lee II ist seit 1997 im Dienst.
Im Jahr 2013 wurde der Betrieb der Fähre von Januar bis Juli eingestellt, um größere Wartungsarbeiten durchführen zu können. Die Arbeit umfasste die Nachrüstung des Schiffes mit einer neuen Antriebsausrüstung, die leiser und energieeffizienter ist.